# Il était une fois à El Paso
Pour plus de détails, voir Fiche technique et Distribution.
Il était une fois à El Paso (I senza Dio) est un western spaghetti italo-espagnol réalisé par Roberto Bianchi Montero, sorti en 1972.

## Synopsis
Après qu'il a volé à El Paso, la tête de Corbancho est mise à prix à 15.000 $. Quand un butin de 400 000 $ est dérobé à Tucson, tous pensent que c'est encore le même hors-la-loi, alors que ce n'est pas le cas.

## Fiche technique
- Titre français : Il était une fois à El Paso
- Titre original italien : I senza Dio
- Titre original espagnol : Yo los mato, tu cobras la recompensa
- Genre : Western spaghetti
- Réalisateur : Roberto Bianchi Montero
- Scénaristes : Maurizio Pradeaux, Arpad De Riso, Antonio Fos
- Production : Luigi Mondello, pour Luis Film, Dauro Films
- Format d'image : 2.35:1
- Photographie : Alfonso Nieva
- Montage : Rolando Salvatori
- Musique : Carlo Savina
- Décors : Massimo Bolongaro, Cruz Baleztena
- Costumes : Massimo Bolongaro
- Pays :  Italie,  Espagne
- Année de sortie : 1972
- Durée : 88 minutes
- Distribution en Italie : Florida Cinematografica

## Distribution
- Antonio Sabàto : Roy Mac Fallor, dit « El Santo »
- Chris Avram : « Minnesota Killer », en fait Jeffrey Lonegan
- Erika Blanc : Jenny
- Paolo Gozlino (sous le pseudo de Paul Stevens) : Sam, le shérif
- Pilar Velázquez : Sarita
- José Jaspe : Corbancho
- Beny Deus : Barrett, le banquier
- Enzo La Torre : le prêtre-barbier
- Franco Marletta
- Alessandro Perrella